# 岐阜県道352号大西瑞浪線
岐阜県道352号大西瑞浪線（ぎふけんどう352ごう おおにしみずなみせん）とは、岐阜県加茂郡八百津町と同県瑞浪市を結ぶ一般県道（岐阜県道）である。

## 概要

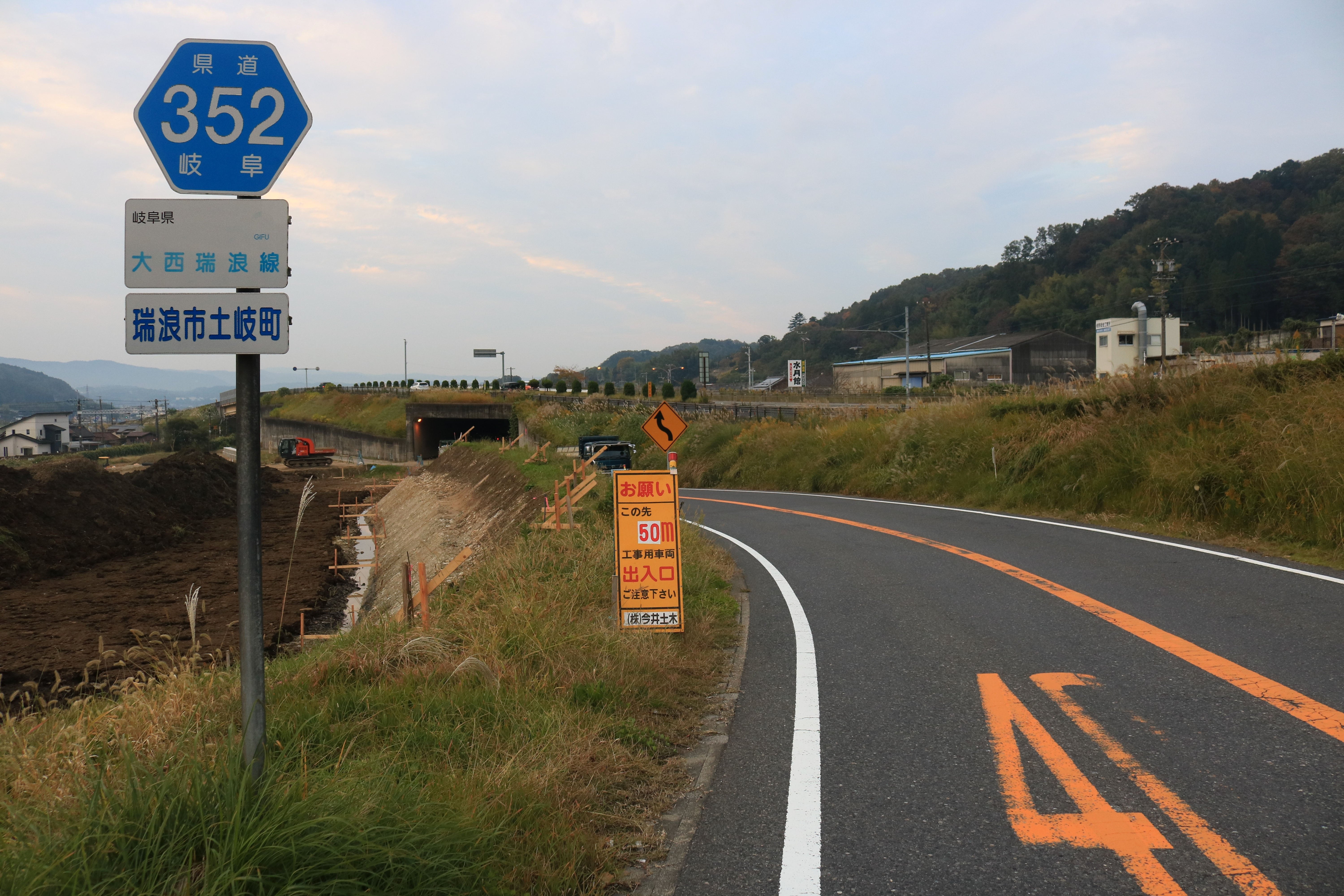
岐阜県道352号大西瑞浪線、瑞浪市土岐町にて

起点は国道418号の通行不能区間上にある。起点から、木曽川（一帯は深沢峡と呼ばれる）に掛かる五月橋や霧ヶ滝と呼ばれる景勝地を経由する約1kmの区間は長年に渡って通行止めとなっており、事実上の車両通行不能区間である。なお、この区間は徒歩での通行は可能であったがハイキングコースのように整備されているとはいえず、落石注意を喚起する看板が立っている他、2011年7月までに五月橋南端と瑞浪市衛生センターにそれぞれチェーンが張られ通行禁止の標識が立てられた。
1970年代までは、起点付近の五月橋から丸山ダムまで遊覧船が運航されており、近年においても茶店などの跡が残っている。
新丸山ダム建設に伴い、当県道の付け替え工事が予定されている。

### 路線データ
- 起点：岐阜県加茂郡八百津町潮見大西（＝国道418号（本道：通行不能区間上）交点）

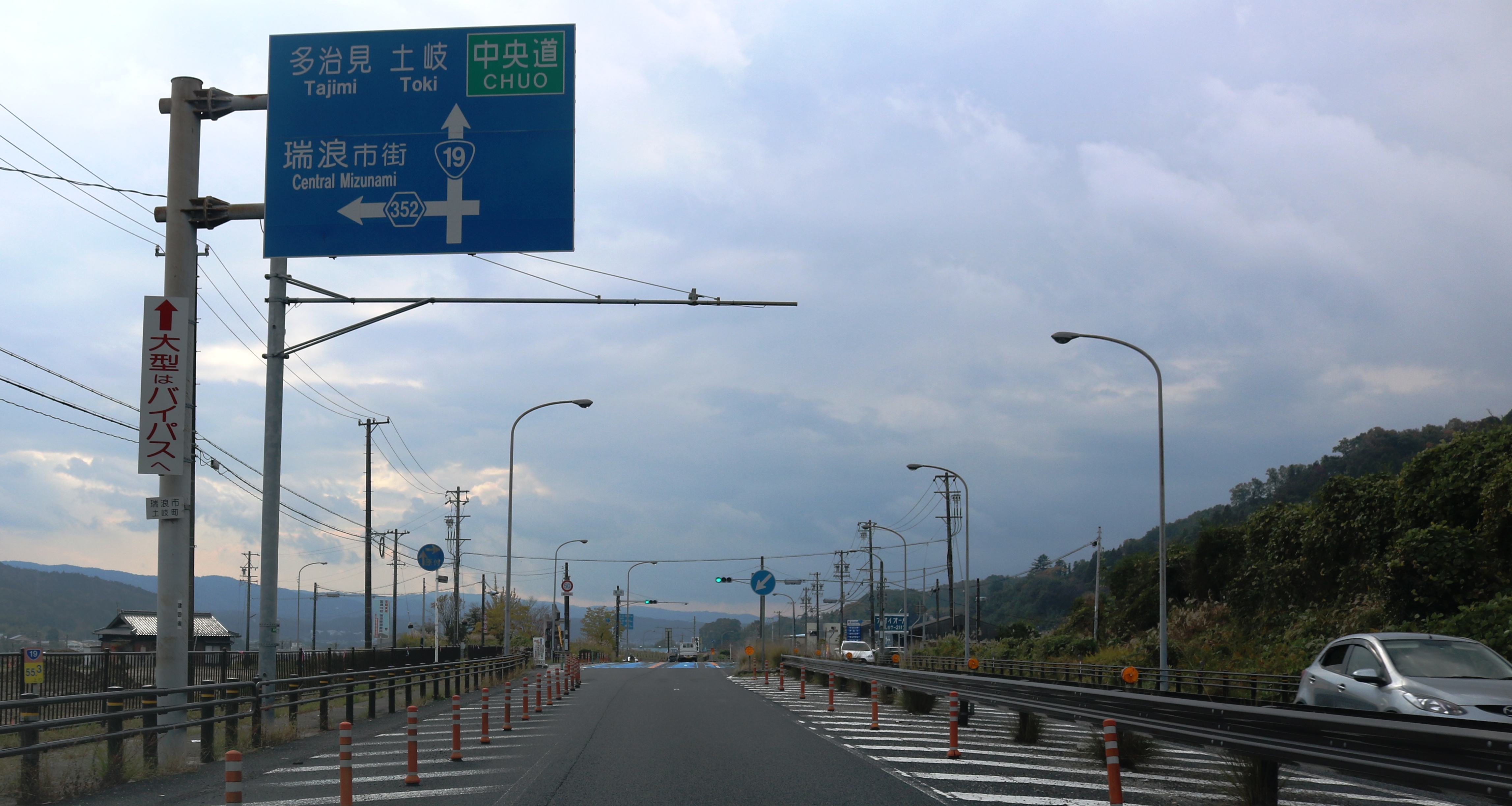
国道19号への接続部の終点（瑞浪市土岐町）

- 終点：岐阜県瑞浪市土岐町（同市明世町山之内と表記されている資料有）（＝国道19号交点）

## 重複区間
- 岐阜県道65号恵那御嵩線（瑞浪市日吉町）
- 国道19号（瑞浪市明世町山野内 山野内交差点 - 瑞浪市明世町山野内 明世温泉入口バス停付近）

## 通過する自治体
- 岐阜県
  - 加茂郡
    - 八百津町

  - 瑞浪市

## 主な接続道路
- 国道418号（八百津町潮見：通行不能区間）
- 岐阜県道65号恵那御嵩線（瑞浪市日吉町）
- 岐阜県道383号日吉釜戸線（瑞浪市日吉町）
- 国道19号（瑞浪市明世町山野内 山野内交差点）
- 岐阜県道47号瑞浪インター線（瑞浪市明世町戸狩 瑞浪インター入口交差点：市道を通じて接続）
- 岐阜県道386号上山田寺河戸線（瑞浪市寺河戸町 水ノ木交差点）
- 国道19号（瑞浪市土岐町 鶴城交差点）

## 周辺
- 二股トンネル
- 深沢峡
- 霧ヶ滝
- 瑞浪市衛生センター
- 中央自動車道瑞浪インターチェンジ
- 東海旅客鉄道中央本線 瑞浪駅